# خط طول 140° شرق
خط طول 140° شرق هو أحد خطوط الطول الجغرافية، والتي تمتد من القطب الشمالي الجغرافي إلى القطب الجنوبي الجغرافي، وحسب التحويل الزمني يتقدم خط طول 140° شرق عن خط غرينتش بـ9 ساعات و20 دقيقة.

## من القطب إلى القطب
ينطلق خط طول 140° شرق من القطب الشمالي نحو القطب الجنوبي مرورا بالمناطق التي ترد في الجدول التالي:
| الإحداثيات                           | البلد أو الإقليم أو البحر | ملاحظات |
| ------------------------------------ | ------------------------- | --- |
| 90°0′N 140°0′E / 90.000°N 140.000°E  | المحيط المتجمد الشمالي    | |
| 75°57′N 140°0′E / 75.950°N 140.000°E | روسيا                     | ياقوتيا — جزيرة كوتيلني، جزر سيبيريا الجديدة |
| 74°54′N 140°0′E / 74.900°N 140.000°E | بحر لابتيف                | |
| 73°26′N 140°0′E / 73.433°N 140.000°E | روسيا                     | ياقوتيا — Great Lyakhovsky Island، جزر سيبيريا الجديدة |
| 73°20′N 140°0′E / 73.333°N 140.000°E | بحر لابتيف                | |
| 72°29′N 140°0′E / 72.483°N 140.000°E | روسيا                     | ياقوتيا خاباروفسك كراي — من 61°58′N 140°0′E / 61.967°N 140.000°E |
| 57°42′N 140°0′E / 57.700°N 140.000°E | بحر أوخوتسك               | |
| 54°6′N 140°0′E / 54.100°N 140.000°E  | روسيا                     | خاباروفسك كراي |
| 48°20′N 140°0′E / 48.333°N 140.000°E | بحر اليابان               | |
| 42°41′N 140°0′E / 42.683°N 140.000°E | اليابان                   | جزيرة هوكايدو — Hokkaidō Prefecture |
| 42°7′N 140°0′E / 42.117°N 140.000°E  | بحر اليابان               | |
| 41°38′N 140°0′E / 41.633°N 140.000°E | اليابان                   | جزيرة Hokkaidō — Hokkaidō Prefecture |
| 41°32′N 140°0′E / 41.533°N 140.000°E | بحر اليابان               | |
| 40°44′N 140°0′E / 40.733°N 140.000°E | اليابان                   | جزيرة هونشو — محافظة آوموري — أكيتا (محافظة) — من 40°25′N 140°0′E / 40.417°N 140.000°E |
| 39°51′N 140°0′E / 39.850°N 140.000°E | بحر اليابان               | |
| 39°20′N 140°0′E / 39.333°N 140.000°E | اليابان                   | جزيرة Honshū — Akita Prefecture — ياماغاتا (محافظة) — من 39°6′N 140°0′E / 39.100°N 140.000°E — فوكوشيما (محافظة) — من 37°45′N 140°0′E / 37.750°N 140.000°E — توتشيغي (محافظة) — من 37°8′N 140°0′E / 37.133°N 140.000°E — إيباراكي (محافظة) — من 36°22′N 140°0′E / 36.367°N 140.000°E — تشيبا (محافظة) — من 35°54′N 140°0′E / 35.900°N 140.000°E |
| 35°39′N 140°0′E / 35.650°N 140.000°E | خليج طوكيو                | |
| 35°28′N 140°0′E / 35.467°N 140.000°E | اليابان                   | جزيرة Honshū — Chiba Prefecture (شبه جزيرة بوسو) |
| 35°1′N 140°0′E / 35.017°N 140.000°E  | المحيط الهادئ             | مرورا بشرق the جزيرة هاتشيجو-جيما، طوكيو, اليابان (في 33°5′N 139°52′E / 33.083°N 139.867°E) · مرورا بشرق the جزيرة أوغاشيما [لغات أخرى]‏, Tokyo Prefecture, اليابان (في 32°27′N 139°47′E / 32.450°N 139.783°E) · مرورا عبر the بايونايز روكس, Tokyo Prefecture, اليابان (في 31°55′N 139°0′E / 31.917°N 139.000°E) · مرورا بغرب Smith Island, Tokyo Prefecture, اليابان (في 31°26′N 140°2′E / 31.433°N 140.033°E) · مرورا بغرب Tori Shima, Tokyo Prefecture, اليابان (في 30°29′N 140°18′E / 30.483°N 140.300°E) · مرورا بشرق Ulithi Atoll, ولايات ميكرونيسيا المتحدة (في 9°55′N 139°34′E / 9.917°N 139.567°E) |
| 2°21′S 140°0′E / 2.350°S 140.000°E   | إندونيسيا                 | جزيرة غينيا الجديدة |
| 8°14′S 140°0′E / 8.233°S 140.000°E   | بحر آرافورا               | |
| 11°22′S 140°0′E / 11.367°S 140.000°E | خليج كاربنتاريا           | |
| 17°43′S 140°0′E / 17.717°S 140.000°E | أستراليا                  | كوينزلاند جنوب أستراليا — من 26°0′S 140°0′E / 26.000°S 140.000°E |
| 37°29′S 140°0′E / 37.483°S 140.000°E | المحيط الهندي             | Australian authorities consider this to be part of the المحيط الجنوبي[1][2] |
| 60°0′S 140°0′E / 60.000°S 140.000°E  | المحيط الجنوبي            | |
| 66°42′S 140°0′E / 66.700°S 140.000°E | القارة القطبية الجنوبية   | أرض أديلي، المطالب الإقليمية بالقارة القطبية الجنوبية by فرنسا |